# Історія Лейдена

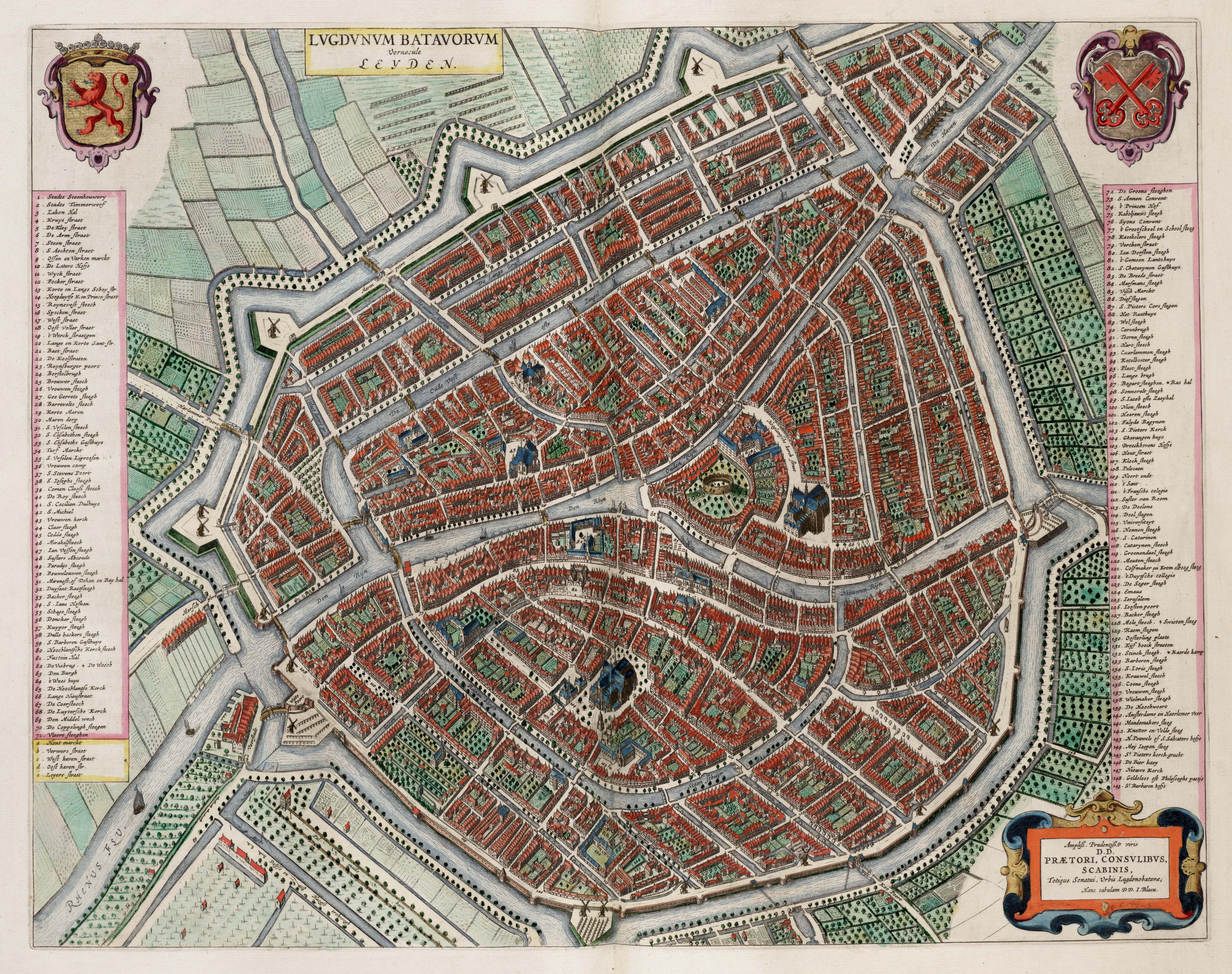
Мапа середньовічного Лейдена (1649 рік)

Істо́рія Ле́йдена нараховує понад 1200 років. Уперше поселення Leithon, розташоване на місці злиття річок Ауде-Рейн і Ньїве-Рейн, згадується у літописах близько 860 року, але ще за часів Стародавнього Риму на місці сучасного міста та прилеглих територій були давньоримські поселення.

## Доісторичні часи
Старий естуарій річки Рейн, що розташовувався на північ від сучасного, здавна був одним з найбільш населених місцевостей західної частини Нідерландів.
Найдавніші знахідки людських поселень в околицях Лейдена сягають кам'яної доби (бл. 2000 років до н. е.). У західному районі Лейдена, Стевенсхофі, було знайдене поселення людей залізної доби (близько 500 років до н. е.), рештки будівель та навіть рештки дерев'яної дороги. В ті часи місцевість навколо сучасного міста була болотистою, з численними струмками та річками, що впадали у Рейн. Тут важко було звести велике поселення, люди мешкали на фермах і займалися переважно скотарством: заплавні луки навколо ідеально підходили для випасання худоби. Також місцеві мешканці ловили рибу у навколишніх річках і болотах, полювали на водоплавних птахів; землеробства через заболоченість місцевості майже не існувало.

## Давньоримська доба

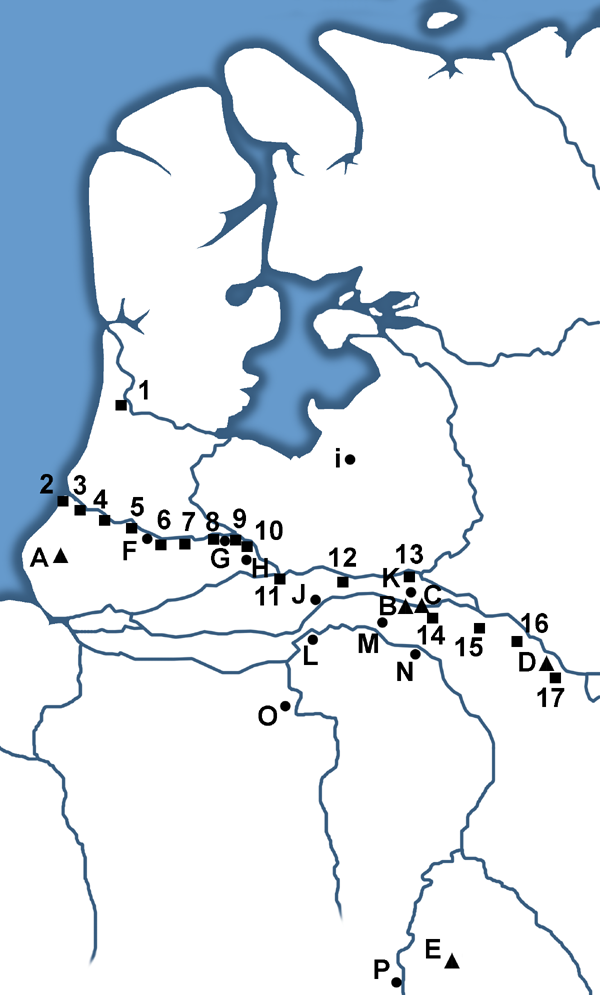
Схема розташування римських фортів вздовж Рейна. № 4 — Матілон, № 2 — Лугдунум Батаворум

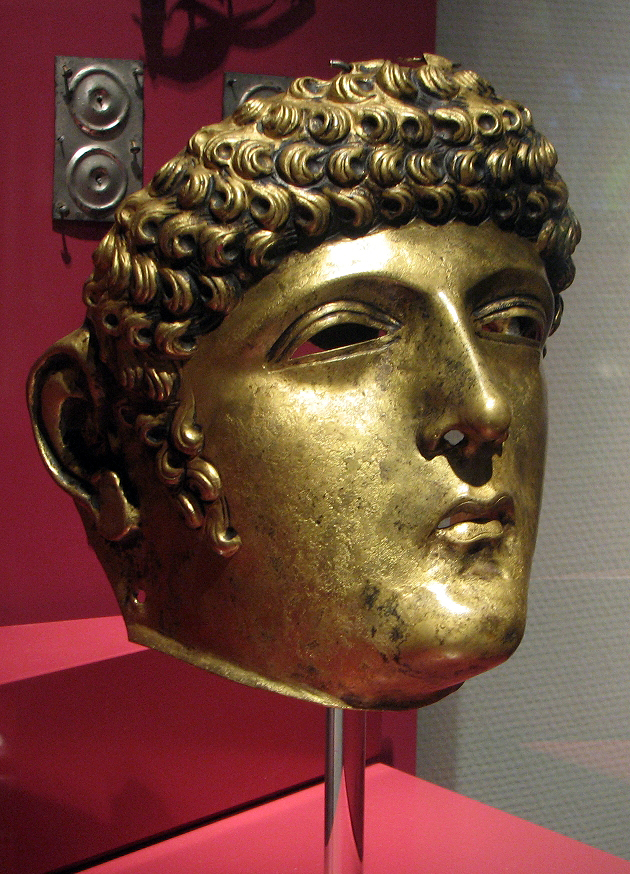
Золота маска вершника, знайдена в околицях Лейдена

На початку I тисячоліття н. е. у цій місцевості почали з'являтися спочатку германські, а потім римські поселення. Римляни називали місцеві германські племена кананефатами (лат. Canenefatae). Згадкою про ті часи є маленька лейденська вуличка Cananefatenpoort.
У 90 році була утворена провінція Нижня Германія (лат. Germania Inferior) у складі Римської імперії. Кордон між римськими територіями та територіями германських племен пролягав саме по річці Ауде-Рейн. Для захисту своїх кордонів римляни збудували в околицях міста кілька фортів, так званих каструмів. Одним з таких фортів був Lugdunum Batavorum — Лугдунум Батавський (на відміну від Лугдунума на території Франції — сучасного Ліона). З часів епохи Відродження цей давньоримський форт асоціювався з Лейденом — останній фігурував в офіційних документах як Lugdunum. З тих часів Лейденський університет має латинську назву Academia Lugduno Batava, а також в місті існує місцевий аматорський футбольний клуб LVV Lugdunum. Втім, пізніші дослідження безперечно довели, що Lugdunum Batavorum розташовувався на північний захід від Лейдена, поблизу містечка Катвейк. На території сучасного Лейдена існував інший давньоримський форт — Матілон, зведений після 69 року н. е. У форті розміщувалося близько 480 римських легіонерів, були зведені укріплення, стайні та комори для зберігання запасів їжі. Біля форту розташовувалося невелике поселення-вікус (лат. vicus), де мешкало близько 500 осіб, переважно, ветерани, родини легіонерів, ремісники, торговці, що обслуговували гарнізон Матілона.
Між 240 та 260 роками римляни залишили Матілон та поселення. У країну прийшли нові племена, що зайняли покинуті римські каструми. Форт Матілон використовувався як кар'єр для видобутку каменю та глини для будівництва нових поселень, церков та укріплень, зокрема, Лейденського замку.
У сучасному Лейдені на місці Матілона та цивільного поселення розташований один з районів міста — Ромбюрг. Тут були зроблені деякі археологічні знахідки римської доби, зокрема бронзова маска вершника та рука від бронзової статуї римського імператора. Обидві знахідки зберігаються у місцевому Державному музеї старожитностей. На місці власне форту Матілон з 2013 року функціює тематичний археологічний парк.

## Перші згадки про сучасне місто

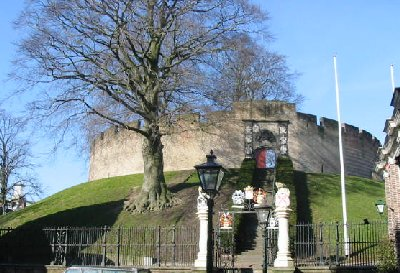
Лейденський замок

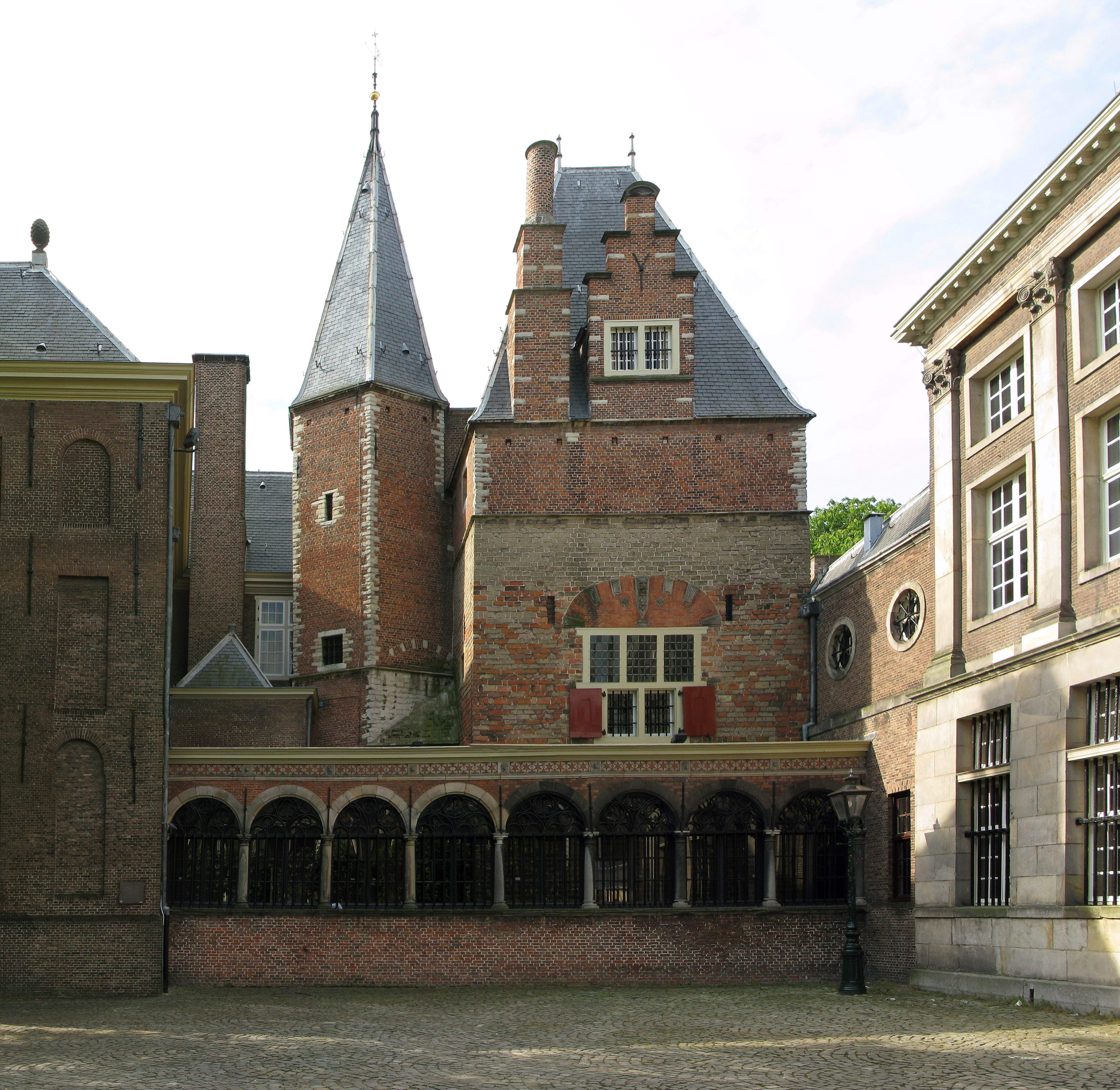
Замок Гравенстен

Перше поселення, яке є прямим попередником сучасного Лейдена, починає формуватися біля штучного пагорба на злитті Ауде-Рейна і Ньїве-Рейна у IX столітті. Цей пагорб був зведений першопоселенцями для захисту від постійних повеней, під час яких люди рятувалися на вершині пагорба. Пізніше, близько 1000 року, тут постало укріплення типу «motte and bailey», сам пагорб було додатково збільшено у висоту, схили укріплені дерев'яним палісадом. В цьому укріпленні місцеві мешканці оборонялися проти набігів норманів.
Укріплення та селище навпроти пагорба, на іншому боці Ньїве-Рейна вперше згадуються в літописах близько 860 та 922 років під назвою Leithon і, за даними літописів, належали єпископу Утрехтському. Однак більш впливовими та важливими в регіоні все ще лишаються містечка Рейнсбюрг (сучасний район Катвейка) та Керкверве (сучасний Угстгест).
У 922 році утворюється Голландське графство, представники якого згодом зіграють величезну роль в історії Лейдена. Долина Рейна була стратегічно важливим регіоном, за який точилася постійна боротьба між графами Голландськими та німецькими імператорами, васалом яких був єпископ Утрехтський.
У 1047 році Лейден захопив і пограбував німецький імператор Генріх III.
У середині XI століття граф Дірк IV, а пізніше його наступник, граф Флоріс I укріплюють фортецю на пагорбі, який мінімум тричі додатково насипався. Приблизно тоді ж замість дерев'яного укріплення постає кам'яне, з кам'яним донжоном всередині, яке згодом стане відомим як Лейденський замок.
Перший відомий бургграф (намісник) замку згадується в літописах між 1083 та 1103 роками. Точно невідомо, чиїм васалом — єпископа чи графів Голландських — був перший бургграф, проте історики схиляються до думки, що у жорстокій боротьбі, яка велася за цей регіон на зламі XI та XII століть між єпископом Утрехтським і графами Голландськими, бургграф Лейденського замку був прибічником останніх. Зрештою, 1125 року Лейден остаточно переходить під контроль графів Голландських.
Незважаючи на нестабільний політичний стан, в Лейдені починає розвиватися торгівля. Цьому сприяє стратегічно вигідне розташування міста — на злитті двох судноплавних річок. У підніжжя пагорба, на якому розташований Лейденський замок, виникає великий ринок. Після остаточного закріплення в Лейдені графів Голландських місто стає найважливішим в регіоні через свою стратегічну значимість та контроль за торговими шляхами. Резиденція графів Голландських розташовувалася в південній частині міста, поблизу церкви святого Петра. Вона займала досить багато місця, зокрема тут були поля, фруктові сади та навіть спеціально влаштоване поле для лицарських поєдинків. Рештки старого будинку графів Голландських лежать під сучасною церквою Локхорсткерк.
Близько 1200 року була зведена нова графська резиденція — Гравенстен, який є однією з найстаріших лейденських будівель, що збереглися. Цього разу, для кращого захисту будівлю, яка мала вигляд вежі, зводили з каменю; в її нижній частині збереглася старовинна кладка, яку можна за розміром легко відрізнити від пізнішої. Будинок оточувався штучним ровом, з'єднаним з каналом Вліт. На дні вежі розташовувалася підземна в'язниця. Однак незабаром військове значення вежі було втрачене і вона почала використовуватися як в'язниця. Злочинців утримували в темниці, а для заможних людей була так звана «Лицарська кімната», де їх утримували до виплати викупу. Згодом, коли графський двір переїхав з Лейдена до Гааги, вежа знову втратила значення аж до 1463 року, коли вона перейшла у власність муніципалітету і стала міською та регіональною в'язницею. Також тут розташовувався міський суд, а на ділянці перед Гравенстеном виконувалися смертні вироки. Сама будівля була надбудована, до неї прибудували галерею та невелику вежу з гвинтовими сходами.
Ще однією пам'яткою тієї епохи є церква, зведена набожним і заможним графом Флорісом II (правив у 1091–1121 роках) у південній частині Лейдена, навпроти Лейденського замку. Освячення церкви відбулося у 1121 році; спочатку вона присвячувалася апостолам Петру і Павлові, але з плином часу з її назви випала згадка про Павла і церква стала відомою як Пітерскерк — церква святого Петра.
У другій половині XII століття виникла загроза існуванню водних торговельних шляхів біля Лейдена — дельта Рейна поблизу містечка Катвейк сильно замулилася, вода в річках майже не рухалася. Саме з тих часів бере свій початок створення своєрідної комісії з водних питань та захисту від повеней — Ватерсхап (нід. Waterschap), перша з яких виникла саме в районі Рейнланд, де знаходиться Лейден. До обов'язків Ватерсхапу входив контроль над водними ресурсами за допомогою системи шлюзів і дамб, створення польдерів. Так, наприклад, ця комісія організувала у 1253 році будівництво комплексу шлюзів у містечку Спаарндам поблизу Гарлема. Штаб-квартира комісії Ватерсхап розташовувалася в Лейдені.

## XIII–XV століття
Близько 1200 року містечко Лейден розташовувалося на південь від злиття річок Ауде-Рейн і Ньїве-Рейн. Основна забудова концентрувалася навколо сучасної вулиці Бреестрат та вздовж Рейна, який тоді був удвічі ширше, ніж зараз. Територія навколо Лейденського замку і північніше нього (територія сучасного району Лейдена Бінненстад-Норд) не входила до меж міста, тут переважали поля і поодинокі ферми.
На початку XIII століття Лейден і, зокрема, Лейденський замок стали епіцентром феодальної війни між графинею Адою Голландською та братом її батька, Віллемом I Голландським, за право володіння графством. Віллем взяв в облогу замок, де перебувала Ада, і за деякий час захопив його, ув'язнив Аду і проголосив себе правителем графства.
Ця війна спонукала мешканців міста до зміцнення обороноздатності Лейдена. На південній околиці тогочасного міста почалося будівництво оборонного рову — Рапенбюргу, який із своїм продовженням, Стеенсхууром став першим оборонним ровом Лейдена. Будівництво закінчилося до 1250 року. Однак, будівництво оборонних мурів почалося лише століття потому, близько 1350 року.
Графи Голландські, до того, як осіли наприкінці XIII століття в Гаазі, не мали постійної резиденції, але найчастіше перебували саме в Лейдені. Точно невідомо, коли вони надали Лейдену так зване «право міста», але за останніми дослідженнями це сталося на початку XIII століття чи навіть трохи раніше. У 1266 році граф Флоріс V (1254–1296) підтвердив це право та надав низку інших. «Право міста» дозволяло місту мати власну цивільну адміністрацію, судочинство, оподаткування, ринок, склади для зберігання товарів, власні монети тощо. Мешканці, зокрема, отримували певну свободу у порівнянні з селянами, які залежали від феодала. Також місто отримувало право на будівництво міських мурів. Завдяки отриманню таких прав Лейден швидко стає адміністративним, судовим і економічним центром регіону Рейнланд. Населення, яке у 1250 році становило близько 1250 осіб, почало повільно, але впевнено зростати. Із збільшенням мешканців місто почало розширювати свої межі. Вперше це сталося близько 1300 року, потім у 1355 році, коли до складу Лейдена увійшло село Маредорп (сучасна дільниця Маредорп у районі Бінненстад-Норд) і північним кордоном міста став канал Ауде-Вест, і у 1386 році. 1389 року населення Лейдена становило близько 4 000 осіб, а до складу міста увійшов район між каналами Рапенбюрг (колишня південна межа міста) та Вітте Сінгел.
Подальший економічний розвиток міста призвів до виникнення промисловості. До Лейдена зтікалися та осідали тут майстри з усього регіону. Основною рушійною силою для розвитку економіки стала текстильна промисловість. Її стимулювали як графи Голландські, які переманювали до міста майстрів з Фландрії та Брабанту, так і ткачі з міста Іпр, які втекли до Лейдена після Великої чуми 1347–1350 років. Тканини та одяг лейденського виробництва експортувалися до інших регіонів Нідерландів, а також до Прибалтики та Німеччини. Окрім майстрів різноманітних професій в місті осідали англійські та німецькі купці, італійські банкіри. Близько 1500 року в Лейдені мешкало приблизно 13 000 осіб, що робило його найбільшим містом графства Голландія.
У 1390 році на місці графської каплиці св. Петра почалося будівництво парафіяльного собору (сучасна церква Пітерскерк), яке закінчилося лише у 1565 році. З тих часів апостол Петро, який тримає ключі від Раю, стає небесним заступником Лейдена, а його ключі зображені на міському гербі. Тоді ж виникає і неофіційна назва Лейдена — Ключове місто (нід. Sleutelstad). Пасторами церкви св. Петра стали, за запрошенням графа Флоріса V, представники Тевтонського ордену. Рештки їх штаб-квартири, включаючи кухню та їдальню, збереглися у будинку по вулиці Клокстег, 23-25 (Kloksteeg). У Середньовіччі ця місцевість була порівняно незабудованою, тож окрім будівель Ордену, тут був великий сад або подвір'я і виноградник, що належали тевтонцям. Згадка про ті часи залишилася у назві проходу Commanderijpoort, що веде з сусідньої вулиці Herensteeg до колишнього маєтку.
У XII–XIII століттях (точна дата невідома) до Лейдена з Рейнсбюрга перемістився регіональний ярмарок, який розташувався біля мосту через Рейн, а пізніше зайняв увесь південний берег Ньїве-Рейна. Загалом, право торгувати на ринку мали лише лейденці, але по суботах брами міста були відкриті для усіх торговців з усіх куточків регіону. З часом ринок простягався усе далі і далі вздовж південного берегу Ньїве-Рейна; з'явилися окремі площі, де торгували окремими товарами: на Ботермаркті (Botermarkt) торгували молочними продуктами, на Фісмаркті (Vismarkt) та на мосту Фісбрюг (Visbrug) — рибою, на Боммаркті (Boommarkt) — квітами та деревиною. У XIV–XV століттях ринок поширився і на північний берег Ньїве-Рейна, тут торгували переважно фруктами та овочами. Назви площ і мостів збереглися і посьогодні, а ринок в Лейдені досі функціює на старому місці по середах і суботах, хоча суворого розподілу товарів по місцях торгівлі вже немає. Також в середньовічному Лейдені по п'ятницях функціював ринок худоби, його місцезнаходження час від часу змінювалося. Двічі на рік місто влаштовувало великий ярмарок, один, можливо, з 1125 року, другий — з 1303 року. Ці ярмарки тривали кілька днів і мали яскраво виражений карнавальний характер.
У 1420 році, під час так званої Війни гачків і тріски, герцог Баварський Йоганн III рушив з військом з Гауди на Лейден, щоб узяти місто, керівництво і патриції якого підтримували партію «гачків». Бургграф Філіп ван Вассенар вирішив, що герцог спершу піде на штурм Лейдена, а потім — інших укріплень навколо, проте Йоганн зробив інакше. Його армія була озброєна гарматами, які вщент знищували стіни та ворота цитаделей. Протягом лише одного тижня герцог Йоганн узяв штурмом замки Пулгест, Тер Дус, Хойхмаде, де Зейл, Тер Вард, Вармонд і Падденпул. 24 червня його армія з'явилася під стінами Лейдена. 17 серпня 1420 року, після двомісячної облоги місто здалося герцогу Йоганну. Філіп ван Вассенар був позбавлений усіх прав і провів останні роки свого життя у полоні.

## XVI століття. Економічна криза іНідерландська революція
Наприкінці XV століття економіка Лейдена, зокрема, текстильна промисловість, увійшли у фазу стагнації. Численні феодальні та громадянські війни та поява на ринку сильних конкурентів — Англії та Фламандського Брабанту — спричинили важку економічну кризу, особливо після 1530 року.
Одночасно з цим, католицька церква, яка була сполучною ланкою між усіма аспектами середньовічного життя, перебувала у глибокій кризі, спричиненій Реформацією. У країні швидко зростала кількість прихильників ідей Лютера і Кальвіна. Особливим фанатизмом відрізнялися анабаптисти, один з лідерів яких, Іоанн Лейденський, народився саме в Лейдені, у 1510 році. Навіть у більш поміркованих громадян прихильність до католицизму впала через разючий контраст між заможністю офіційної церкви та зростаючим зубожінням населення. Показовим є той факт, що коли після шторму 5 березня 1512 року завалилася 110-метрова дзвіниця церкви св. Петра, головної церкви Лейдена, її так ніколи і не відбудували.
З іншого боку, на межі XV–XVI століть в Лейдені почало активно розвиватися образотворче мистецтво, зокрема, живопис і графіка. З'явилися такі відомі майстри як Лука Лейденський, Корнеліс Енгебрехтзоон і Артген Лейденський.

### Облога Лейдена

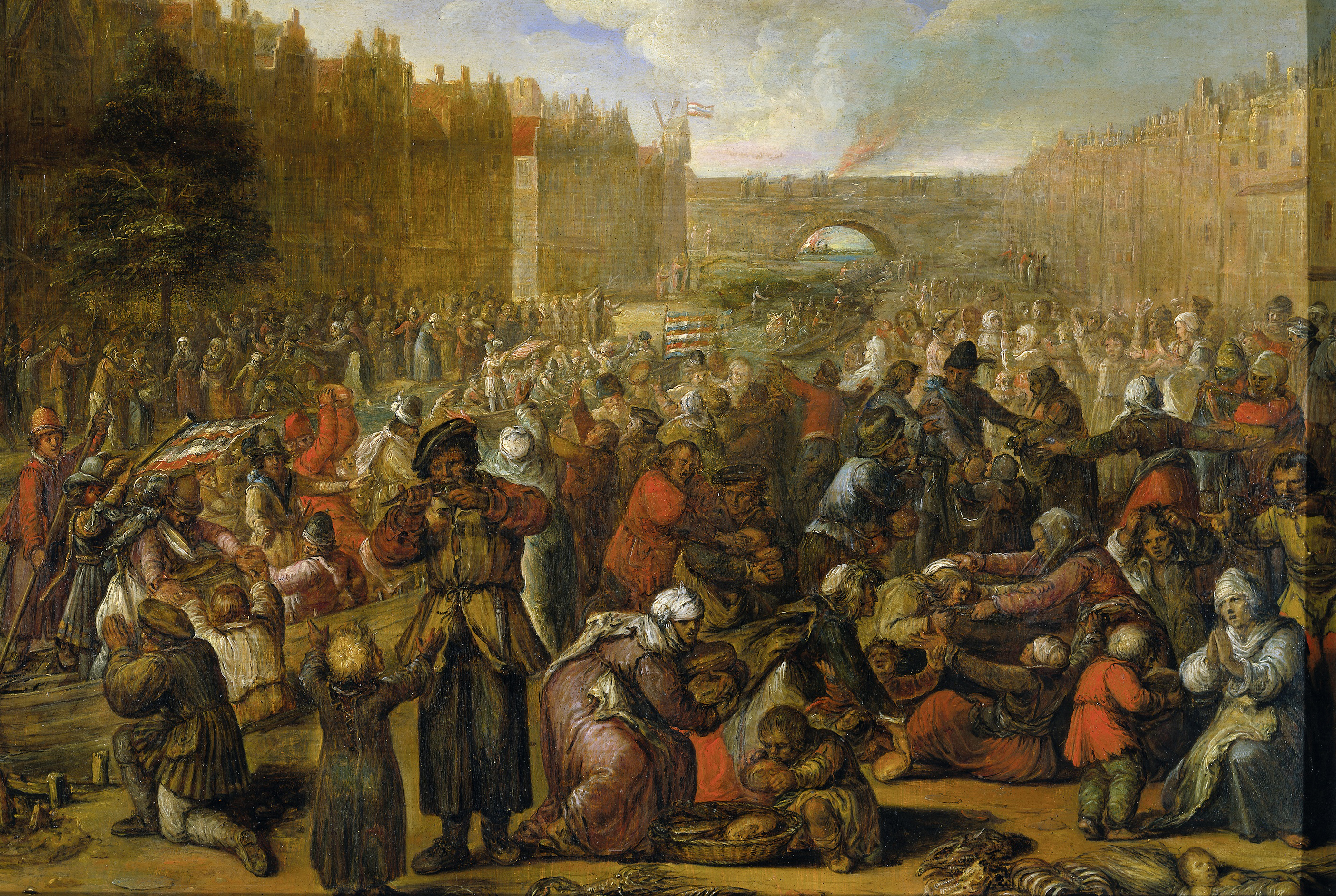
Зняття облоги Лейдена

У 1556 році, внаслідок династичного розподілу Священної Римської імперії територія Нідерландів, зокрема, графства Голландія, опинилися під владою Іспанської імперії. Соціальні та релігійні розбіжності між голландцями та іспанцями призвели до Вісімдесятирічної війни, яка закінчилася Нідерландською революцією. У 1572 році мешканці Лейдена узяли бік повстанців-гезів. У 1573 році іспанська армія вперше узяла в облогу місто, але в Лейдені були великі запаси зброї та їжі, місто обороняла повстанська армія, до того ж Вільгельм І Оранський послав додаткові сили для порятунку міста. Іспанці залишили околиці міста, проте повернулися наступного року. 26 травня 1574 року почалася чотиримісячна друга облога Лейдена, який на той час вже був значно виснажений війною, запасів їжі вистачало лише на два місяці, а повстанська армія зазнала поразки. Через кілька місяців у місті почався голод, мешканці навіть вимагали капітуляції, але бургомістр, Пітер ван дер Верф, вірив у те, що допомога прийде і вирішив захищати місто. Для зняття облоги лейденці підірвали дамби та затопили околиці міста, щоб до його стін зміг підійти повстанський флот. 1 жовтня кораблі повстанців рушили морем на Лейден, а 3 жовтня облога була знята. З тих часів 3 жовтня є головним міським святом Лейдена, на яке, зокрема, вранці муніципалітет роздає безкоштовно білий хліб і оселедці — їжу, яку привезли в Лейден повстанські кораблі, а ввечері мешканці готують особливу страву — гюцпот (її, за легендою, знайшли в покинутому іспанцями таборі голодні лейденці).
Як нагороду за хоробрість Вільгельм дозволив 1575 року відкрити в Лейдені університет, що став першим у Нідерландах. За легендою, Вільгельм запропонував громадянам два варіанти нагороди: відкриття університету або зниження податків, і лейденці обрали саме університет. Ще одним цікавим фактом є те, що під час облоги Лейдена вперше у Європі були застосовані паперові гроші: срібла на карбування грошей не було, тому їх замінили спеціально проштамповані листки з молитовників.

## XVII століття. Золота ера Нідерландів

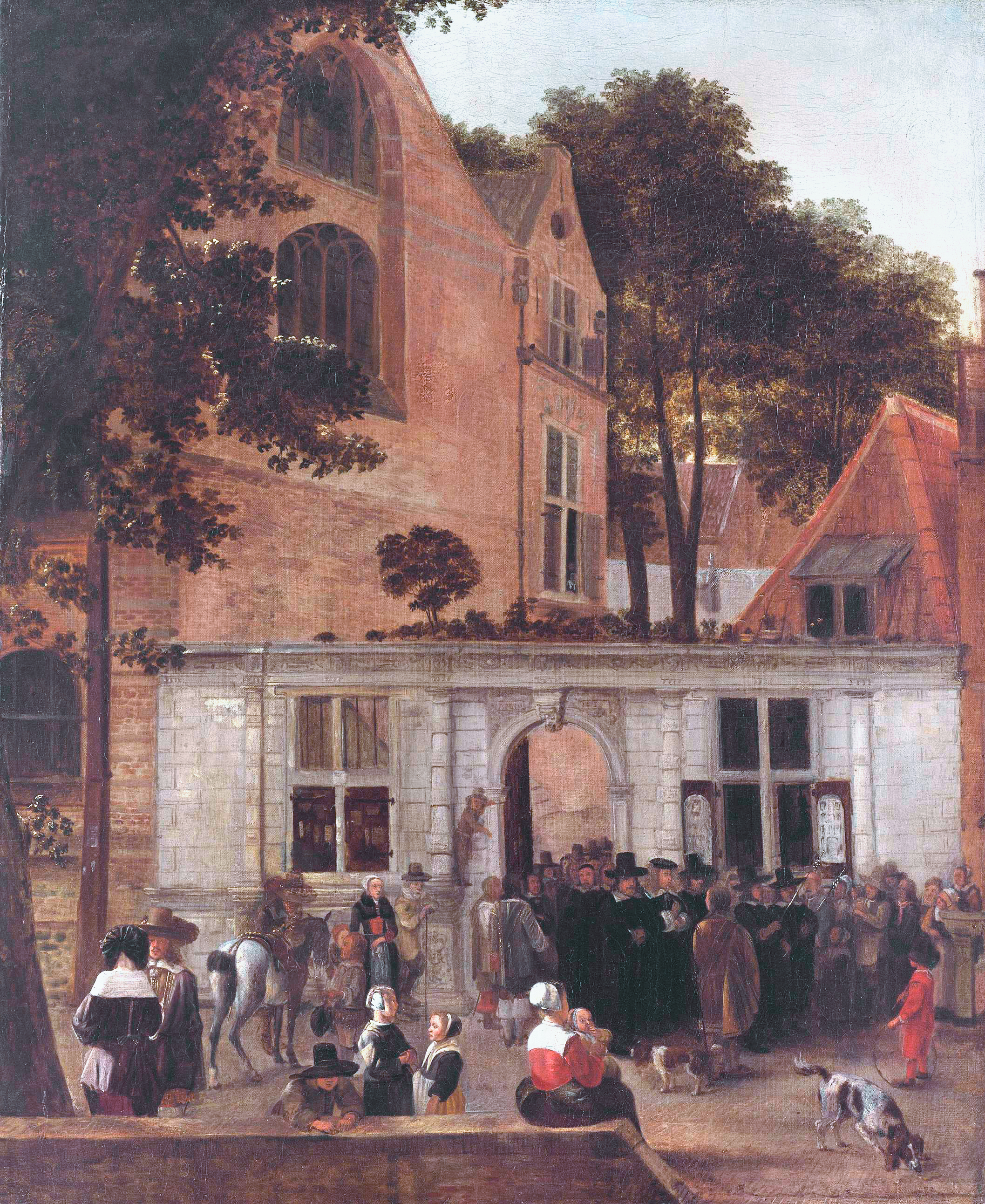
Випускна церемонія в Лейденському університеті (бл. 1650 року)

Після перемоги революції та утворення Нідерландської республіки, в Лейдені почався економічний і культурний підйом. Значну роль у цьому зіграв університет, який завдяки відносно толерантній атмосфері, що царювала в Нідерландах, швидко розвинувся до одного з найважливіших навчально-наукових центрів Європи. Із сусідніх країн сюди приїжджали працювати та викладати найвизначніші вчені тих часів, деякі з них були протестантами і не мали змоги працювати у рідній країні. Так, до Лейдена приїжджають французький вчений і гуманіст, засновник сучасної історичної хронології Жозеф Скалігер, німецький філолог та перекладач Йоганн Фрідріх Гроновій, філософ з південних Нідерландів (сучасна Бельгія) Юст Ліпсій . У Лейденському університеті навчалися студенти з усіх куточків Європи, від Ісландії до Румунії та Марокко. 1596 року при університеті відкрився один з перших в Європі анатомічних театрів. З 1594 року біля головної будівлі університету діє найстаріший в Нідерландах ботанічний сад, де багато років працював головний ботанік і натураліст тих часів — французький вчений Карл Клузіус. Саме він посадив у Лейденському ботанічному саду перші в Нідерландах тюльпани, довівши тим, що ці квіти здатні пристосуватися до прохолодного європейського клімату, і, фактично, започаткувавши відому нідерландську «тюльпаноманію». З 1601 року перед входом до саду росте дерево Laburnum anaguroides (Золотий дощ звичайний), посаджене самим Клузіусом.
У 1581 році до міста переселилися друкарі Ельзевіри, які започаткували та широко розвинули друкарську справу в Лейдені. Так, 1637 року в Лейдені вперше надрукували філософську працю Рене Декарта «Міркування про метод», а також широко друкували різні наукові трактати, зокрема, «Діалог» Галілео Галілея.
Революція зробила Нідерланди однією з найбільших протестантських країн Європи. Сюди почали активно переселятися протестанти із сусідніх країн і регіонів. Перша хвиля біженців була з католицьких регіонів Фландрії та Валонії. Ці переселенці справили значний вплив на повторний розквіт текстильної промисловості в Лейдені: по-перше, вони принесли з собою нові товари, технології виробництва тканин та капітал, а по-друге, багато хто з них був умілим майстром-ткачем, а інші стали дешевою робочою силою. Більшість цих франкомовних переселенців оселилися в районі сучасної вулиці Харлеммерстраат.

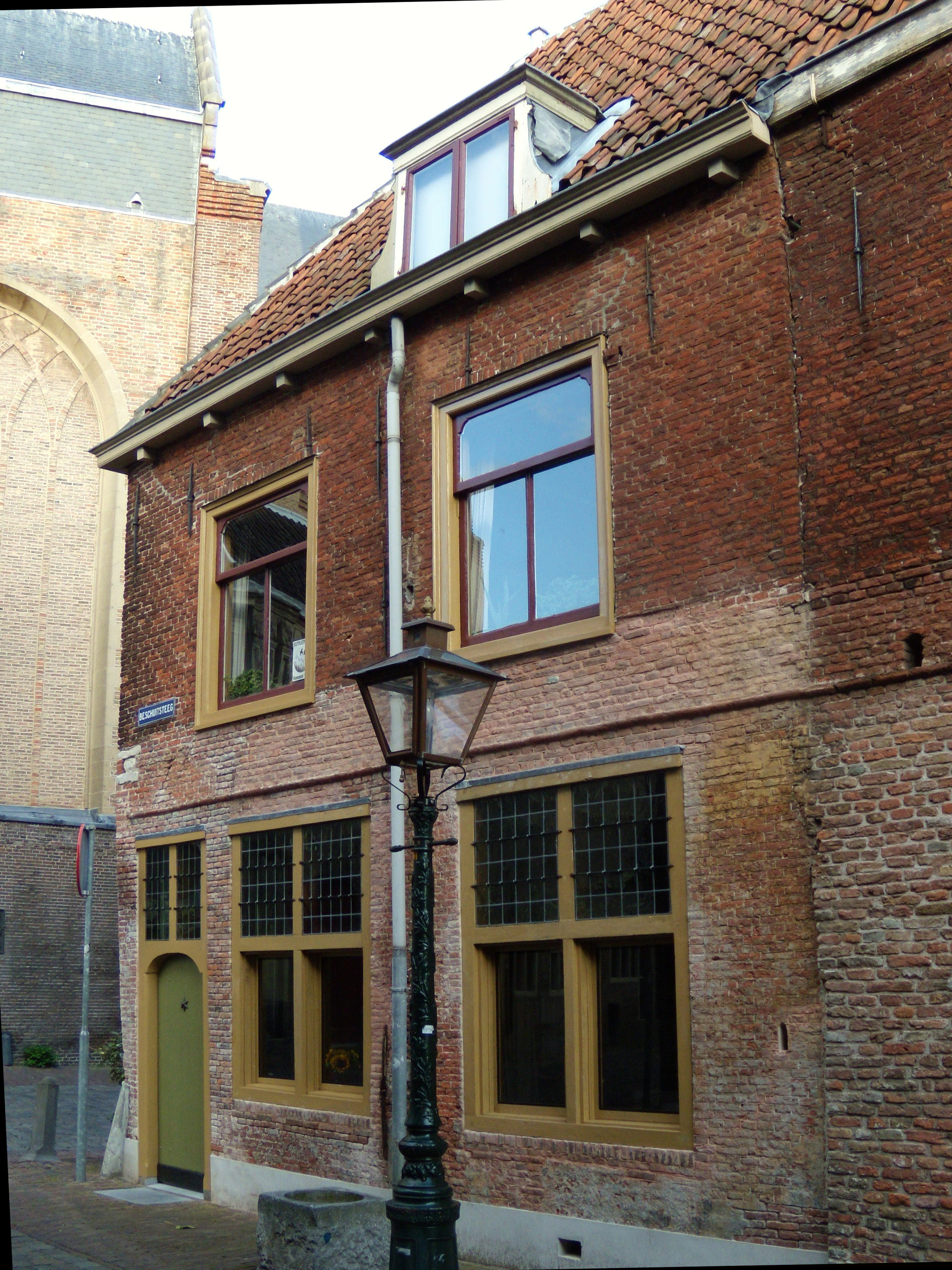
Музей американських пілігримів у Лейдені

Із розвитком текстильної промисловості збільшувалася потреба у найманих працівниках, тому незабаром почалася друга хвиля переселенців до Лейдена. Цього разу це були десятки тисяч німців-лютеран, які, тікаючи від релігійних воєн у Німеччині, створили в Лейдені цілу німецьку діаспору. Вони оселилися біля церкви святого Панкратія, де згодом постала лютеранська церква, та північніше каналу Ауде-Вест, де досі існує стара німецька церква, яка була зведена 1644 року і де до 1744 року йшли служби німецькою мовою.
У 1609 році в Лейдені оселилися англійські пуритани, які втекли з Англії до протестантських Нідерландів. Невелика спочатку громада, що мешкала поблизу церкви святого Петра, з часом зросла і нараховувала близько 300 осіб. Навесні 1620 року вони вирушили у довгу подорож до Північної Америки, з метою оселитися у колоніях. Саме цих людей, що прибули до Нової Англії на кораблі «Мейфлавер» американці називають «батьками-пілігримами». Деякі з пуритан лишилися в Лейдені та з часом змішалися з корінним населенням.
Після зняття облоги Лейдена 1574 року у місті нараховувалося близько 15 тис. мешканців, 1622 року їх було вже 45 тис., а близько 1670 року — 63 тис., незважаючи на сильні епідемії чуми 1635, 1655 та 1664 років, які забрали близько 35 тис. життів. У другій половині XVII століття Лейден був другим за населенням містом Нідерландів після Амстердама. У цьому ж столітті, вперше за 200 років, місто почало зростати і за площею — у 1611, 1644 і 1659 роках. Окрім численних будинків, де мешкали робочі, у центрі міста почали з'являтися престижні кам'яниці.
У ці часи міська влада проводить низку реформ, зокрема, у галузях соціального забезпечення, охорони здоров'я та регулювання громадського простору міста. Розквіт промисловості також стимулює розвиток мистецтва, зокрема, з'являються такі майстри як Рембрандт, Ян Лівенс, Герард Доу, Ян ван Гоєн і Ян Стен.

## XVIII століття— початок XIX століття

### Криза
Після 1672 року в текстильній промисловості Лейдена починається черговий економічний спад, спричинений, по-перше, зміцненням ринкових позицій Франції, по-друге — високою собівартістю продукції, на яку впливали високі зарплатні робітникам, викликані, у свою чергу, високою вартістю проживання в місті. Поступово виробництво почали переносити до дешевших за витратами регіонів, таких, як Тілбург і Твенте. Економічний спад спричинив збільшення безробіття, зростання кількості бідних та, внаслідок цього, швидке зменшення населення міста. На межі XVII–XVIII століть в Лейдені мешкало від 10 до 28 тис. осіб, чверть з яких були за межею бідності і виживали лише за рахунок благодійників.
Загалом, протягом XVIII століття з Лейдена у пошуках кращої долі виїжджало більше людей, ніж приїжджало. Втім, були й нові поселенці: біженці з Німеччини, зокрема, євреї, які тікали від антисемітських переслідувань. Першим офіційним євреєм-громадянином Лейдена став 1714 року Філіп Аронс, а станом на 1737 рік у місті мешкало вже 125 євреїв. У 1719 році на каналі Вітте Сінгел виділили площу під єврейський цвинтар (перенесений у 1758 році до Катвейка), 1723 року в Лейдені з'явилася перша синагога, пізніше було організовано школу для єврейських дітей. У 1796 році, за часів Батавської республіки, нідерландські євреї отримали повні громадянські права.
Занепад міста, що збігся у часі з соціально-економічною кризою в Нідерландській республіці, мав єдиний позитивний наслідок — через складну економічну ситуацію в місті у XVIII–XIX століттях майже не проводилися великі містобудівні проекти, тому Лейдену пощастило зберегти майже недоторканним старе місто, забудоване переважно у XVI–XVII століттях. Історичний центр Лейдена є другим за площею в Нідерландах після Амстердама.

### Nouvelles Extraordinaires de Divers Endroits
У 1660-1680-х роках (точна дата невідома) гугенотська родина Де ла Фон (de la Fonts) заснувала в Лейдені франкомовну газету Nouvelles Extraordinaires de Divers Endroits (укр. «Екстраординарні новини з різних місць»), а 1738 року видання перейшло до іншої родини гугенотів — Люзаків. У XVIII століття ця щоденна газета, яку неофіційно називали також Лейденською газетою, стала одним з найвпливовіших друкованих видань того часу. Газета займала тверду позицію противника абсолютної монархії та прибічника демократичних реформ, парламентаризму і віротерпимості. Вона освітлювала різні політичні події, зокрема, Американську та Французьку революції, прийняття Конституції в Речі Посполитій тощо. Тираж газети досягав кількох тисяч примірників, які можна було зустріти в усіх куточках Європи, від Мадриду до Москви та Стамбула, і навіть у Сполучених Штатах Америки. Президент США Томас Джефферсон назвав газету «найкращою в Європі». Втім, газета припинила існування 23 квітня 1798 року, через три роки після вторгнення до Нідерландів французької армії. Однією з причин закриття видання була критика з боку газети революційного терору у Франції.

### Катастрофа 1807 року

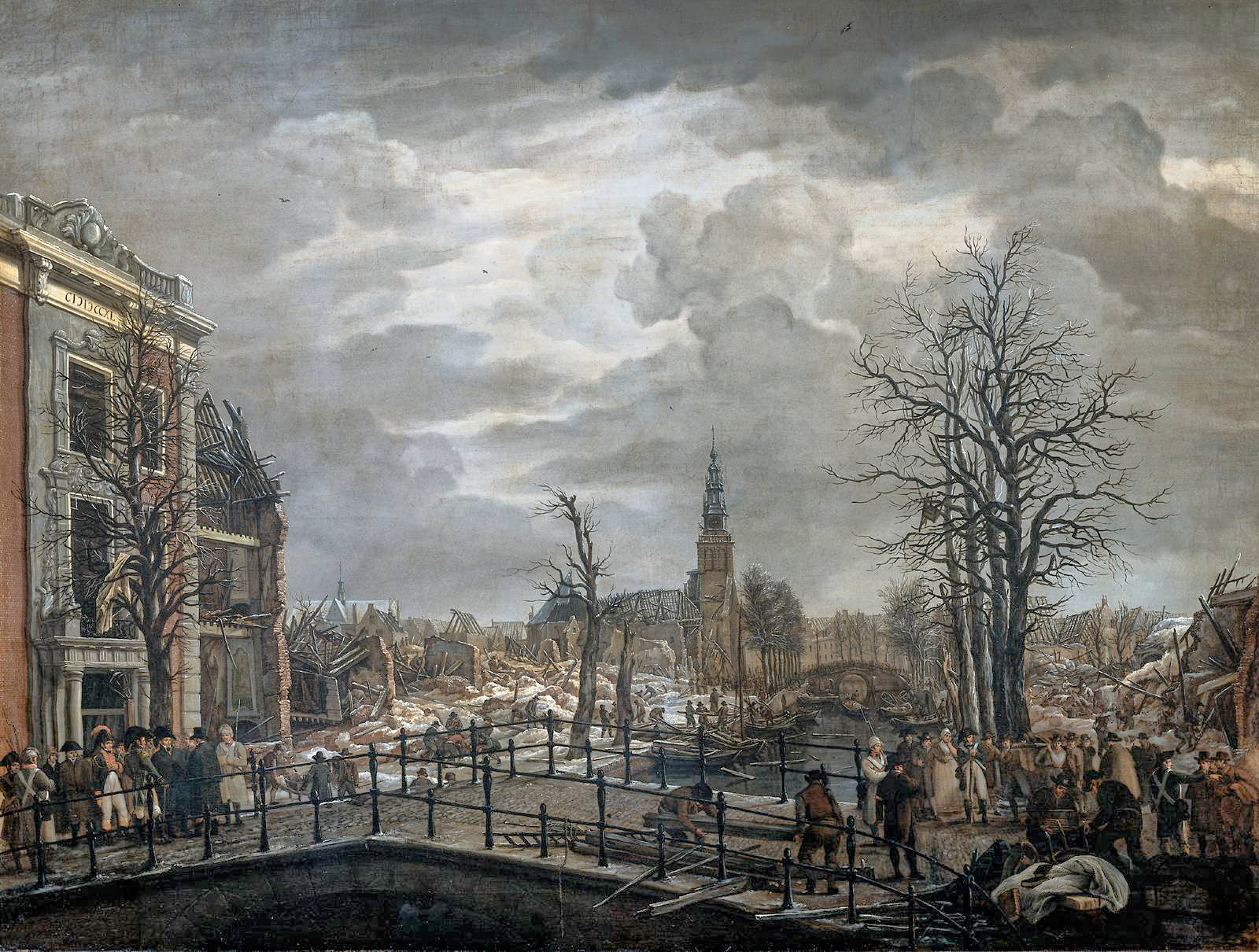
Канал Рапенбург в Лейдені 15 січня 1807 року. Картина художника Карела Лодевейка Хансена

12 січня 1807 року в Лейдені сталася велика катастрофа: баржа, яка везла до Делфта близько 17 400 кг пороху, підірвалася в центрі міста від випадкової іскри (за однією з версій, моряки почали готувати їжу на відкритому вогні безпосередньо на палубі). 151 особа загинула, понад 2 000 були поранені, 220 будинків зруйновано пожежею, яка почалася від вибуху, сотні будинків уражені уламками, що розлетілися від вибуху. У рятувальних заходах узяв участь сам король Людовик I Бонапарт, за ініціативою якого по всій країні почали збирати пожертви для постраждалих від вибуху (до речі, це був перший загальнонаціональний благодійний збір коштів). Місце кварталів, знищених вибухом, довгий час лишалося порожнім, через що отримало назву Великої Руїни з південного берегу каналу Рапенбург, та Малої Руїни — з північного. У 1859 році на місці Малої Руїни постали будівлі університетських лабораторій, а на місці Великої Руїни у 1886 році влаштували парк Ван Дер Верф.

## XIX століття— 1-ша половина XX століття
На початку XIX століття в місті мешкало близько 27 тис. осіб.
Після 1815 року почався черговий етап розвитку Лейдена і текстильної індустрії зокрема. Ті часи характеризувалися початком загальноєвропейської індустріалізації, поштовхом до якої стало винайдення та удосконалення парового двигуна. У листопаді 1816 року Ян ван Хейкелом (Jan van Heukelom) вперше у Північних Нідерландах застосував паровий двигун у текстильній промисловості. Ця визначна подія сталася саме в Лейдені, про що свідчить меморіальна дошка на будинку по вулиці Заменхофстрат (Zamenhofstraat) — на цьому місці розташовувалася текстильна фабрика Ф. ван Лелівельда. Використання парового двигуна значно зменшувало обсяг ручної праці, тому у першій половині XIX століття в Лейдені одна за одною почали виникати текстильні фабрики, більшість з них розташовувалася на північній та східній околицях міста. На вулиці Хогевурд (Hogewoerd) збереглася будівля старої парової фабрики, зведена у 1830-х роках. Для фабрик переважно зводили нові, пристосовані будівлі, але іноді фабрики розташовувалися у старих будівлях. Так, на вулиці Корте-Маре є комплекс із кількох будинків XVII століття, де з 1835 року діяла парова фабрика одягу.
Окрім текстильної промисловості в Лейдені почали виникати інші виробництва, зокрема, металургія. Так, на місці сучасного парку Анкерпарк (Ankerpark) біля міських воріт Зейлпорт існувала Королівська Нідерландська кузня (нід. Koninklijke Nederlandse Grofsmederij). Цей завод став одним з перших у країні акціонерних підприємств; одним з акціонерів, зокрема, був король Віллем I. Першою продукцією заводу стали рейки для першої в Нідерландах залізниці Амстердам-Гарлем. Згодом завод перейшов на випуск якорів та корабельних ланцюгів, також випускав ґрати і кришки для міських водостоків. Тут у 1845 році працювало близько 130 робітників, у 1895 році — 290, а 1961 року — близько 700. У 1970-х роках завод закрився, від нього лишився лише фундамент заводського димаря у парку, назва якого нагадує про промислове минуле цього району (слово Anker означає «якір»).
У 1842 році було прокладено залізницю від Лейдена до Гарлема, наступного року — до Гааги, 1878 року — до Утрехта і Вурдена. Це деякою мірою стимулювало розвиток міста. Окрім залізничного сполучення в Лейдені також продовжували користуватися водними шляхами, а в 1850-х роках баржі замінили пароплавами, які перевозили людей, худобу та товари між Лейденом, Амстердамом, Гаудою, Алфен-ан-ден-Рейном та іншими містами.
1848 року в місті відкрилася Міська газова фабрика, яка згодом перетворилася на міську ТЕС. Це була перша муніципальна енергетична компанія в Нідерландах. Вона забезпечувала газовим освітленням вулиці міста, житлові будинки та, найважливіше, фабрики, які з цього часу не залежали від природного освітлення та могли працювати довше. З 1907 року компанія почала виробляти і електрику. Станом на 2015 рік вона залишається єдиним промисловим підприємством, що діє в межах старого міста.
1848 року Лейден вкотре увійшов в історію Нідерландів: у квітні того року Йохан Рудольф Торбеке, у своєму будинку на площі Гаренмаркт, № 9, сформулював нову редакцію Конституції Нідерландів, за якою в країні започатковувався парламентаризм.
У 1866 році у місті спалахнула остання велика епідемія холери, внаслідок якої 1868 року було зведено будівлю нового університетського шпиталю (зараз в ній розташований Музей етнології).
Цікаво, що саме холера спричинила розвиток нової галузі промисловості в Лейдені — консервної. У 1877 році в місті відкрилася перша консервна фабрика на вулиці Мідделстеграхт (Middelstegracht), яка проіснувала до 1955 року. За нею почали відкриватися ще кілька фабрик.
Наприкінці XIX століття в Лейдені відкрився великий млин. На виробництві борошна тут використовувалася найновіша техніка тих часів. Станом на 1959 рік п'ята частина хлібних виробів у країні виготовлялася з лейденського борошна.
У другій половині XIX століття почався розвиток скотарства. В Лейдені, який залишався торгово-економічним центром регіону, діяв один з найбільших в Нідерландах ринок худоби. З 1619 року цей ринок базувався на площі Беестенмаркт (Beestenmarkt), яка отримала свою назву саме завдяки ринкові. Із розвитком скотарства місця на площі для усіх торговців не вистачало, тому 1863 року був засипаний сусідній канал Ейзерен Грахт (Ijzeren Gracht) і на його місті у 1879 році створено нову торгову площу Ньїве-Беестенмаркт (Nieuwe Beestenmarkt, укр. Новий ринок худоби). На початку XX століття до торгових площ приєдналася і сусідня площа Ламмермаркт (Lammermarkt). Поблизу ринку також діяли ринки сира, масла, овочів та квітів.
Розвиток промисловості та торгівлі зумовив відкриття в місті банківських установ. У 1880 році в місті діяли 4 банки, у 1897 році — вже 12.
У 1879 році в Лейдені з'явилася конка, у 1881 році — паровий трамвай, а у 1911 році — електричний. Велика трамвайна мережа зв'язувала Лейден як з сусідніми містами Ворсхотен, Катвейк і Нордвейк, так і з Гаагою та Гарлемом.
1883 року Лейден негативно прославився у нідерландській пресі: поліція затримала Марію Сваненбург, «Лейденську отруйницю» — серійну вбивцю, яка вбила 27 осіб та підозрювалася у вбивстві ще дев'яноста.
У 1880-х роках місто виявилося переповненим — населення зростало, а фабрики вимагали більше місця, тому почалося чергове розширення меж міста за рахунок сусідніх муніципалітетів Лейдердорп, Зутервауде та Угстгест. Населення зросло до 50 000 осіб у 1900 році.
З 1 серпня 1902 року в Нідерландах почав діяти так званий «Закон про житло», який стимулював будівництво соціального житла. В Лейдені перші такі будинки з'явилися у 1907–1912 роках на вулиці Катрейнестраат (Cathrijnestraat). Ці будинки започаткували перебудову цього району, де до того були найбідніші нетрі Лейдена.
Взимку 1929 року пожежа майже знищила міську ратушу, залишився лише фасад, що виходить на Бреестраат. При відбудові ратуші було зруйновано низку будинків на сусідній площі Фісмаркт, для створення додаткового простору. 1936 року між ратушею і будівлею міських ваг зводиться будівля великого торгового центр у стилі модерн.
Навесні 1940 року Нідерланди були окуповані нацистами. Незабаром Третій Рейх почав проводити в Нідерландах свою антисемітську політику. Багато лейденців протестували проти неї. Так, 26 жовтня 1940 року професор права Рудольф Клеверінга виступив з промовою на захист євреїв і, зокрема, своїх колег-викладачів, яких звільнили з роботи через їх національність. Влітку 1941 року Клеверінга був заарештований нацистами. Студенти Лейденського університету почали страйк проти респресій, але це призвело до зачинення університету (відкрився у вересні 1945 року). Багато студентів і викладачів вступило до Руху Спротиву.
У 1942 році почалася масова депортація нідерландських євреїв до концтаборів. 17 березня 1943 року окупаційна влада заарештувала майже усіх євреїв Лейдена, серед яких була і 51 дитина з Єврейського дитячого притулку. Їх усіх вивезли до концтаборів Собібор та Аушвіц, де майже всі вони загинули. Після цієї акції вижило лише кілька лейденських євреїв.
9-10 грудня 1944 року Лейден був значно пошкоджений бомбардуваннями союзників, які намагалися знищити залізничну інфраструктуру міста. 9 грудня бомби зруйнували район біля Центрального вокзалу. Однією з непомітних, але трагічних пам'яток війни в цьому районі є адресна табличка з назвою знищеного під час бомбардувань провулку Хаверзаклаан (Haverzaklaan) на одному з будинків по вулиці Stationweg. Під час бомбардування загинуло близько 50 осіб. Наступного дня, 10 грудня, авіація бомбардувала район станції Херенсінгел у північно-східній частині міста. Загалом, остання зима війни була дуже важкою для лейденців: окрім сильних морозів, у місті почався голод.
5 травня 1945 року нацистські війська в Нідерландах капітулювали.

### Розвиток науки та культури
У другій половині XIX століття Лейденський університет стає справжнім науковим центром Європи. Тут читають лекції провідні вчені тих часів.
У 1859 році на каналі Стеенсхуур будується велике приміщення для університетських лабораторій — фізичної, хімічної, анатомічної та фізіологічної. В цих лабораторіях працювало багато видатних вчених, зокрема, Гейке Камерлінг-Оннес, який саме тут здобув рідкий гелій та відкрив надпровідність металів, Гендрік Антон Лоренц і Пітер Зееман, які досліджували магнетизм і радіацію, Віллем Ейнтговен, який винайшов електрокардіографію.
1860 року у Лейденському ботанічному саду споруджується нова обсерваторія. Пізніше тут працювали такі відомі вчені як Віллем де Сіттер, Ян Оорт, Ейнар Герцшпрунг, Якоб Каптейн.
1831 року вчений Філіп Франц фон Зібольд, який зібрав велику колекцію японських і китайських раритетів, відкриває її для публіки, започатковуючи таким чином перший музей Лейдена — Museum Japonicum, попередник Державного музею етнології. На основі колекцій Лейденського університету згодом виникають інші музеї, зокрема, Державний музей старожитностей, Натураліс і Музей Бургаве.
У XIX столітті в місті починають виникати освітні заклади для незаможних верств населення. При благодійних освітніх організаціях діють спеціалізовані курси для дорослих, зокрема, з фінансів і заощаджень, в'язання, хорового співу тощо, а також безкоштовні бібліотеки. З 1854 року проводяться регулярні наукові лекції для усіх охочих. У 1857 році був прийнятий Закон про освіту, наслідком якого стало відкриття в Лейдені впродовж наступних п'ятнадцяти років значної кількості шкіл, серед яких були і школи для дівчат. 1853 року відкрилася перша в місті школа з додатковими уроками фізкультури. Також з 1878 року діяла спеціальна школа для підготовки моряків, тут навчалися близько трьох сотень хлопчиків. Паралельно починає розвиватися вища та спеціалізована освіта: окрім Університету, відкривається гімназія, яка дає повну середню освіту, Школа прикладних занять (нід. Practische Ambachtsschool) з технічним ухилом; для дівчат діють Вища міська школа (гімназія, де викладають іноземні мови, економіку, науки) і кілька шкіл домашнього господарства, які готують кваліфіковану прислугу.
З 1705 року в Лейдені діє міський театр, один з найстаріших в Нідерландах. Сучасна будівля театру зведена 1865 року і розташовується на каналі Ауде-Вест, на півночі центральної частини міста. Також в центрі міста з 1826 року функцією міський концертний зал, його сучасна будівля, третя з моменту відкриття, зведена 1891 року.
У 1836 році у Лейдені відкрився перший міський парк Плантсун (Plantsoen).
З 1886 року в місті почали щороку, 3 жовтня, проводити міське свято — Зняття облоги Лейдена. За задумом міської влади це свято мало з одного боку стимулювати патріотизм та національну свідомість як противагу до зростаючого соціального дисбалансу, з іншого — створити культурну заміну щорічного літнього ярмарку, що відрізнявся численними випадками хуліганства, бешкетування та злочинів проти особи. Літній ярмарок остаточно заборонили вже 1910 року.
1897 року в Лейдені відбувся перший кінопоказ, а вже у 1909 році відкрився перший постійний кінотеатр Imperial (пізніше перейменований на Luxor) на каналі Рейнсбюргерсінгел (Rijnsburgersingel, сучасна вулиця Stationsweg).

### Мистецтво
У другій половині XIX — на початку XX століття в Лейдені з'являється низка яскравих митців. Це Тео ван Дусбург (1883–1931), засновник арт-об'єднання «Стиль» і художнього напрямку «неопластицизм», Флоріс Верстер (1861–1927), основоположник нідерландського авангарду, художник і дизайнер Харм Камерлінг-Оннес (1893–1985) та багато інших.

## Післявоєнний час та сучасність
Після Другої Світової війни почалася відбудова міста. Особливо гостро стояло так зване квартирне питання: ще перед війною назріла проблема нестачі достатньої кількості житла для робітничих верств населення, а бомбардування під час війни зруйнували багато житлових будівель. Міська влада ухвалила рішення будувати соціальне житло. Спочатку це були дуплекси — будинки на дві родини, у 1950-х роках з'явилися перші багатоквартирні блокові будинки, а у 1960-х роках — багатоквартирні будинки галерейного типу. Втім, таке житло переважно будувалося у житлових дільницях поза історичним центром міста. У 1958 році в Лейдені з'явилася перша житлова десятиповерхівка, проте квартири в ній були розраховані переважно на середній клас. Традиційний спосіб будування поступово зникав, замість нього з'являлися блокові будинки, зведені з блоків фабричного виробництва. Для студентів університету в 1960-х роках було зведено кілька гуртожитків.
У 1960-х роках пройшло чергове розширення міських меж, з'явилися нові житлові масиви, одночасно для них створювалася інфраструктура — школи, магазини, парки тощо.
У середині 1980-х років з міста зникли майже всі традиційні галузі промисловості. Фабрики закривалися та/або переносилися за межі міста. Це спричинило сплеск безробіття, проте міська влада, стимулюючи розвиток медицини та освіти, створила багато нових робочих місць. З 1990-х років Лейден фокусується на науці, зокрема, на біотехнологіях. У 1985 році було закладено Академічний бізнес-центр, який з часом розрісся до Лейденського Парку біонаук — одного з найбільших у Європі наукових кластерів, який складається з науково-дослідницьких установ, Центру біорізноманіття «Натураліс», університетських лабораторій та підприємств, зайнятих у сфері біотехнологій.
У 1980-х роках почалося спорудження нового медичного центру, перша стадія завершилася 1985 року, а 1996 року за участі королеви Беатрікс відкрився новий міський шпиталь, який згодом отримав назву Лейденського університетського медичного центру. Станом на 2007 рік тут працювало близько 6500 працівників. При медичному центрі відкрилася нова будівля медичного факультету Лейденського університету, з лабораторіями, кімнатами для практичних занять і анатомічним театром.
У 1991–1995 роках було зведено нову будівлю Центрального залізничного вокзалу, який посів п'яте місце у країні за пасажиропотоком. Біля вокзалу виріс діловий квартал із сучасних офісних будівель, готелів і різних закладів.
З 1990-х років Лейден є значним культурним центром, тут проводяться численні місцеві, національні та міжнародні фестивалі та змагання. Також з часом зростає туристична привабливість міста.